# Империя на злото
Империя на злото (на английски: Evil empire) е политическа фраза, използвана за първи път от президента на САЩ Роналд Рейгън по отношение СССР. Обозначава силна държава, чиято политическа природа априорно се приема за зла. В речта си пред Националната асоциация на евангелистите в САЩ, в Орландо, Флорида на 8 март 1983 г., Рейгън нарича СССР Империя на злото и обявява борбата си срещу нея за своя главна задача. Речта на Рейгън е написана от Антъни Р. Долан, който очевидно заслужава да раздели авторството на израза с Рейгън.
В проекта за речта на Рейгън към парламента на Великобритания през 1982 г. се съдържа близък по съдържание израз - център на злото, което обаче е зачеркнато от чиновниците на Държавния департамент на САЩ. Изразът е използван от Рейгън в речта му от 8 март 1983 г., което дава основание да се предположи, че той принадлежи на самия него.

## Произход на израза
Според Уолтър Ръсел Мийд изграждането на образа на империя на злото за политически противници е резултат на политическо мислене и нагласи, характерни за Великобритания и САЩ след ХVІІ век. В 1656 г. Оливър Кромуел заявява пред парламента, че в света съществува ос на злото, представлявана от „всички злонамерени хора по света, независимо дали са у дома или чужбина“. Според Кромуел най-големият враг на Англия е Испания. Мийд вижда преки сходства в представите на Кромуел и Рейгън за противника. През ХVІІІ век в ролята на империя на злото, решена да покори света, е Франция - първоначално абсолютистка и католическа, а по време на Революцията светска и модерна. В ролята на Сатана, враг на човечеството, са разглеждани Наполеон I, германския кайзер Вилхелм II по време на Първата световна война. За американското политическо мислене също е характерно разглеждането на своите битки като войни срещу империята на злото. По време на Втората световна война президентът Рузвелт определя противниците си като „сили на злото, съкрушили, подкопали и покварили толкова други страни“. Според президента Буш войната срещу Ал Кайда и Осама бин Ладен е война срещу Сатаната, целящ световно господство.
Изразът Империя на злото е използван през май 1977 г. в САЩ, в знаменитите наклонени субтитри, в началото на филма Междузвездни войни: Епизод IV - Нова надежда на Джордж Лукас.

## Речта на Рейгън
Речта е на тема Религиозната свобода и Студената война. Първата ѝ част е посветена на моралните и религиозните проблеми на американското общество. В нея Рейгън се застъпва за традиционните устои - поддържа въвеждането на молитви в училищата, изказва се против абортите. Продължавайки към проблема за злото и греха, той отбелязва, че САЩ също не са лишени от тях. След това Рейгън преминава към темата за комунизма като въплъщение на злото. Характеризира СССР като тоталитарна държава и обвинява комунистическите лидери в принципна аморалност. Заедно с това Рейгън изразява намерението си да се договори с Москва за съкращаване на ядрените оръжия, в името на мира.
В края на тази реч се намира и знаменития пасаж, благодарение на който речта на Рейгън се прославя като Речта на злото и влиза в световната история:
Нека възнесем нашите молитви за спасение на тези, които живеят в мрака на тоталитаризма, да се помолим те да открият радостта от познаването на Бога. Но докато не те направят това, нека бъдем уверени, че те ще проповядват превъзходството на онази държава, която обявява своето превъзходство над личността и предсказваща своето превъзходство над всички останали народи в света, и ще бъдат център на злото в съвременния свят (...) Ако историята ни учи на нещо, това е, че е глупаво да се правят отстъпки на агресора, като се представя желаемото за действително. Това е предателство към нашето минало и пренебрежение към собствената ни свобода. И така, в своите обсъждания и предложения за замразяване на ядреното въоръжение аз настоятелно Ви моля да избягвате съблазна на гордостта, съблазна необмислено да се обявявате за по-важни от всичко и да обявявате за еднакво виновни и двете страни, игнорирайки историческите факти и агресивните пориви на империята на злото, за да можете просто да наречете надпреварата във въоръжаването „гигантско неразбирателство“ и по този начин сами да се отстраните от борбата между справедливостта и несправедливостта, между доброто и злото. 

## По-нататъшно използване
Изразът не е използван дълго в първоначалния си вариант. След първата си среща с Михаил Горбачов през 1986 г. Рейгън публично заявява, че повече не смята СССР за Империя на злото.
Днес САЩ използват близко понятие за означаване на противостоящите им тоталитарни режими - Ос на злото, въведено от Джордж Уокър Буш през 2002 г.
През февруари, 2002 г. ръководството на КНДР, в отговор на причисляването на страната им към оста на злото, наричат самите Съединени щати Империя на злото, като държавата с най-големия запас от оръжия за масово поразяване и с най-големия военен бюджет в света, с което, според мнението на ръководството на КНДР, застрашават мира и стабилността на цялата планета. Това изявление се приема и повтаря от всички държави, несъгласни с политиката на САЩ, включително и някои демократични.

## Друга употреба
- в света на компютрите многобройните противници на Бил Гейтс наричат Империя на злото корпорацията Майкрософт;
- през 1996 г. американската рок-група Rage Against the Machine издава албума Империя на злото (на английски: Evil Empire) и песните, критикуващи правителството на САЩ заемат първите места в класацията на Billboard.
- през 2007 г. е публикувана книгата Империя на злото (на английски: The Evil Empire), описваща престъпленията на Британската империя в експлоатираните от нея колониални територии;
- през 2007 г. антиглобалистите променят името на своя справочник от Хайлигендам на Империя на злото (на английски: Evil Empire), по време на провеждането на срещата на Г-8;
- Иво Инджев нарича в блога си Русия „империя на злото“[7].